# Сайяр
Сайяр (тат. Сәйяр) — первая татарская профессиональная театральная труппа.

## Историческая справка

Габдулла Кариев и Сахибджамал Гиззатуллина-Волжская

Первый татарский театральный коллектив возник в начале 1905 в Оренбурге. Организатором труппы был Ильяс-бек Батыргареевич Кудашев-Ашказарский. Он добился от властей разрешения на постановку двух пьес А.Островского и Ф.Халиди на татарском языке. Назначенная премьера была сорвана городским мусульманским духовенством, развернувшим через свои проповеди анти-театральную агитацию. Вторая попытка Кудашева представить публике в Оренбурге татарские театральные постановки была реализована двумя годами позднее. Первый публичный спектакль «Свет и тьма» состоялся 19 мая 1907 года в Оренбурге. Первоначальное название труппы — «Первая в России труппа мусульманских артистов драмы под руководством И. Кудашева-Ашказарского». Летом того же года труппа побывала с гастролями в городах Поволжья. В августе 1907 года в Нижнем Новгороде в труппу влились Габдулла Хайруллин и С. Гиззатуллина-Волжская. Последовавшие гастроли в города Касимов, Рязань, Москва (октябрь-декабрь 1907 г.) оказались неудачными, артисты взбунтовались.
Покинувшего труппу мурзу Кудашева-Ашказарского в критический момент сменил Габдулла Кариев (полученный приказчиком Хайруллиным творческий псевдоним). По приглашению друга Кариева К. Мотиги артисты отбывают в Уральск. Здесь 12 января 1908 года с огромным успехом прошла премьера спектакля по пьесе Галиаскара Камала «Несчастный юноша».
Весной-летом 1908 года труппа гастролирует в Крыму и на Северном Кавказе. Первый их визит в Казань закончился неудачей, так как губернатор не дал разрешение на постановку спектаклей. Вторые гастроли в Нижнем Новгороде совместно с коллективом азербайджанского актёра Гусейна Араблинского летом 1908 года оказались финансово более удачными, спектакли получили хорошие отзывы. Здесь состоялось знакомство Кариева с начинающим драматургом Галиаскаром Камалом.
Осенью 1908 года труппа прибыла в Казань, выбрав её местом постоянного пребывания под названием «Сайяр» («Странствующая звезда»), и выезжая отсюда на гастроли в весеннее-летний период. Спектакли давались один раз в неделю, труппа не имела своего помещения, которое приходилось арендовать. Каждую неделю готовился новый спектакль.
Гастрольная деятельность Сайяра охватывала Туркестан: Ташкент, Самарканд, Бухару, Коканд, Наманган; Степной край — Атбасар, Павлодар, Кустанай, Орск, Семипалатинск; Поволжье и Приуралье.
Начиная с 1911 года, «Сайяр» работала в помещении Восточного клуба в городе Казани. В 1914 году театр лишился здания Восточного клуба, где был открыт военный госпиталь. Спектакли ставились в Большом театре на Проломной и в Новом клубе на Лядской улицах.
Руководство театра приветствовало февральскую революцию 1917 г. Освободившись от цензуры, «Сайяр» за 1917 год представил 25 премьер — рекордное количество за всю историю труппы.
В 1918-19 гг. труппа работала при губернском отделе народного образования. Кариев мечтал о стационарном театре и даже присмотрел для него помещение в Казани — известный Дом Шамиля. Но этим планам не суждено было осуществиться. Летом 1918 года, перед взятием Казани белочехами «Сайяр» распался, а через два года не стало и самого Габдуллы Кариева.
Руководство труппой на короткое время перешло к Кариму Тинчурину, но того вскоре отзывают для работы в Центральном мусульманском комитете.
В 1922 году в Казань возвращается К. Тинчурин, он назначается худ. руководителем первого им. Красного Октября Татарского образцового государственного театра. Тинчурин собирает новую труппу из бывших актёров труппы «Сайяр», привлекает драматургов и музыкантов.

## Репертуар
В 1907 году в репертуар труппы входили пьесы «Стыд или слезы» Я. Вали, «Беда от указа» Х. Забири, «Жизнь с тремя женами» Г. Исхаки, «Денщик подвёл» С. Турбина, «Жалкая» Н. Кемала в постановке Кудашева-Ашказарского.
В следующий период работы «Сайяр» (1908-12) в репертуаре главное место занимали пьесы Галиаскара Камала: «Первое представление», «Ради подарка», «Распутство», «Банкрот», «Тайны нашего города». Затем репертуар труппы расширяется: ставятся произведения русской и западно-европейской классики, азербайджанской драматургии: «Коварство и любовь» (1913), «Гроза» (1914), «Без вины виноватые» (1915), «Ревизор» (1916), «Доходное место» (1916), «Скупой» (1915), «Лекарь поневоле» Мольера (1916), «Горе Фахретдина» Везирова, «Надиршах» Нариманова.
Труппа, возглавляемая Г. Кариевым, вела большую работу по созданию национального репертуара. Были поставлены пьесы Фатиха Амирхана «Молодёжь», «Неравные» и произведения молодых писателей: «Первые цветы» Карима Тинчурина, «Молодые не обманываются» Мирхайдара Файзи и др. В 1917 году режиссёр Кариев организовал конкурс татарской пьесы, призванный расширить репертуар труппы.
В том же 1917 году «Сайяр» впервые ставит запрещённую в 1910 году цензурой к постановке драму Гафура Кулахметова «Молодая жизнь», написанную под влиянием Горького.
В 1918 году Карим Тинчурин привлекает к работе с театром молодых драматургов Сайфи-Казанлы, Ш. Усманова, Ф. Бурнаша.

## Состав труппы
- После ухода из труппы Ильяса Кудашева-Ашказарского вместе с Габдуллой Кариевым в Уральск отправились девять актёров[8].:
  - Валиулла Муртазин-Иманский
  - Сахибжамал Гиззатуллина-Волжская
  - Ф. Шаймарданова
  - Н. Ахундов
  - Н. Гайнуллин
  - А. Ишмуратов-Кулалаев
  - Н. Хайретдинов
  - З. Богданова
- Габдельбари Файзуллин-Болгарский
- В 1910 году в труппу вступили:
  - Касим Шамиль
  - Гульсум Болгарская
  - Габдулла Камал 1-й
  - Г. Мангушев
  - Карим Тинчурин
  - Хамит Кулмамет и др.

В труппу в разное время входили также актёры: С. Айдаров, А. Кулалаев, 3. Баязитский, Н. Сакаев, Ф. Самитова, С. Байкина, Дж. Байкин, Зайни Султанов, А. Синяева, Карим Тинчурин, Камал 2-й, С. Айдаров, Ф. Ильская, М. Иманская, Ф. Бакиров, 3. Ахмерова, Н. Арапова, Идель (Парсин), Ш. Шамильский и др. Историку театра И. Иляловой известны фамилии 48 актёров, игравших в Сайяре. Кариев привлекал к постановке спектаклей русских режиссёров Загорского, Михаленко, художников Бенькова и Сабита Яхшибаева.

## Роль в формировании татарского профессионального театра
Помимо Татарского академического театра, труппа Сайяр послужила основой для создания других театральных коллективов. В 1912 году из труппы «Сайяр» уходит С. Гиззатуллина-Волжская и формирует в Уфе вторую татарскую труппу «Нур» («Луч»), костяк которой составляют известные артисты Бари Тарханов, Касим Шамиль, Мухтар Мутин. В 1915 году Валиулла Муртазин-Иманский организует в Оренбурге третью татарскую труппу «Ширкат» («Товарищество»), где начинают свой путь Халиль Абжалилов и Фатыма Ильская. После революции В. Муртазин-Иманский становится основателем профессионального башкирского театра в г. Уфе. Репертуар всех трупп был идентичен. Они с небольшой разницей повторяли афишу «Сайяра».

## Хронология
- 1907 г., 19 мая — «Свет и тьма» по пьесе А. Н. Островского, г. Оренбург.
- 1907 г., август — гастроли на Макарьевской ярмарке. В труппу Влились Г. Кариев и С. Гизатуллина-Волжская
- 1907 г., ноябрь — гастроли в г. Москве.
- 1907 г., декабрь — распад труппы И. Кудашева-Ашказарского
- 1908 г., 12 января — премьера спектакля «Несчастный юноша», г. Уральск
- 1908 г., апрель — объединившись в «Товарищество казанско-кавказских мусульманских артистов» под руководством Г. Араблинского, татарские актёры начинают гастрольный тур в Тифлисе, Елизаветполе и Астрахани.
- 1908, август — гастроли в Нижнем Новгороде
- 1908, сентябрь — гастроли в Казани
- 1909 г. — выходит фетва казанского духовенства о запрещение театра
- 1911 г. — труппа получает в своё распоряжение сцену Восточного клуба
- 1911 г. — приход в труппу Карима Тинчурина
- 1911 г., 4 ноября — премьера комедии «Банкрот» Г. Камала
- 1911 г., 11 ноября — премьера комедии «Тайны нашего города» Г. Камала
- 1912 г. — уход из труппы Сахипжамал Гизатуллиной-Волжской, Касима Шамиля
- 1915 г. — Г. Кариев пригласил в труппу Фатыйму Ильскую
- 1917 г. — 19 марта в г. Казани, 4 мая — в г. Москве на съезде мусульман с большим успехом сыграна трагедия Г.Исхаки «Зулейха».
- 1917 — первый конкурс татарской пьесы
- 1918, август — распад труппы, Габдулла Кариев уезжает из Казани
- 1920 г., 28 января — скончался Габдулла Кариев